# Geophilus kobelti
Geophilus kobelti är en mångfotingart som beskrevs av Carl Graf Attems 1903. Geophilus kobelti ingår i släktet Geophilus och familjen storjordkrypare. Inga underarter finns listade i Catalogue of Life.